# Zurich (Ontario)
Pour les articles homonymes, voir Zurich (homonymie).
Zurich est une localité de Bluewater (en), sud-ouest de l'Ontario au Canada, dans la région des Grands Lacs, toute proche du Lac Huron (5 km), située à mi-distance de Toronto et Détroit.

## Histoire
Les premiers colons de Zurich étaient d'origine allemande, la première famille à s'y installer fut celle de John Oesch en 1846, puis Peter Deichert et Frederick Axt, forgerons, Henry Wohlnich, Henry Greb et John Goetz, charpentiers.
Zurich fut organisée en tant que communauté par un immigrant Suisse, Frederick Knell, qui s'installa sur le lot 21 de la 11e concession dans la commune de Hay. Il acheta cette propriété à Andrew Hey le 3 juillet 1856. Il se lança immédiatement dans un programme de développement. Une année plus tard un service postal (Post Office) s'ouvrait, Frederick Knell en fut le premier receveur alors qu'il tenait également le premier magasin. Il construisit ensuite le premier moulin à blé de la commune de Hay ainsi qu'une scierie. Tout au long de sa vie le fondateur de Zurich s'intéressa aux affaires de sa commune et fut pendant quatre années maire (Reeve) de la commune de Hay. Madame Knell quant à elle, enseignante de profession, était institutrice dans cette communauté.
Dès que la communauté fut organisée, de nouveaux magasins s'installèrent tenus par Robert Brown et Bernard Hofele. Le premier hotel fut ouvert par Henry Soldan qui était aussi cordonnier. En 1864 Zurich avait deux hotels - le "Zurich" de Bernard Hofele et Henry Steinbach, ainsi que le "Victoria" de Louis Vauthier. La première église était lutherienne, le pasteur Muenzinger y officiait.
En 10 ans seulement Zurich comptait déjà 300 habitants. De nouvelles industries virent le jour, une tannerie, une fabrique de colle ouverte par Louis Vauthier, deux charrons Charles Bauer et Conrad Wagner. On construisit une mairie et une école qui accueillait 90 élèves.
George Hess, horloger et photographe arriva à Zurich en 1867. Il y ouvrit la première bijouterie et y adjoint son échoppe de photographe en 1870. En 1886 c'est lui qui construisit la première horloge sur la tour de l'église luthérienne. En 1988, George Hess entra dans l'histoire comme l'inventeur de la première horloge électrique dont il obtint le brevet l'année suivante. Il n'a malheureusement jamais exploité ce dernier.